# Quartier de la Monnaie
Das Quartier de la Monnaie ist das 21. der 80 Quartiers (Stadtviertel) von Paris im 6. Arrondissement.

Die Stadtviertel im 6. Arrondissement

## Lage
Der Verwaltungsbezirk im 6. Arrondissement von Paris liegt an der Seine gegenüber der Île de la Cité, mit der er durch die Pont Neuf verbunden ist. Der Bezirk wird von folgenden Straßen begrenzt:
- Westen: die westliche Spitze bildet der Quai Malaquais
- Südwesten: Rue de Seine, Rue Mazarine, Rue de l’Ancienne Comédie, Boulevard Saint-Germain (nördlich der Metrostation Odéon), Rue de l’École de Médecine
- Osten: Boulevard Saint-Michel
- Norden: am Seineufer Quai des Grands Augustins, Quai de Conti, Quai Malaquais

## Geschichte

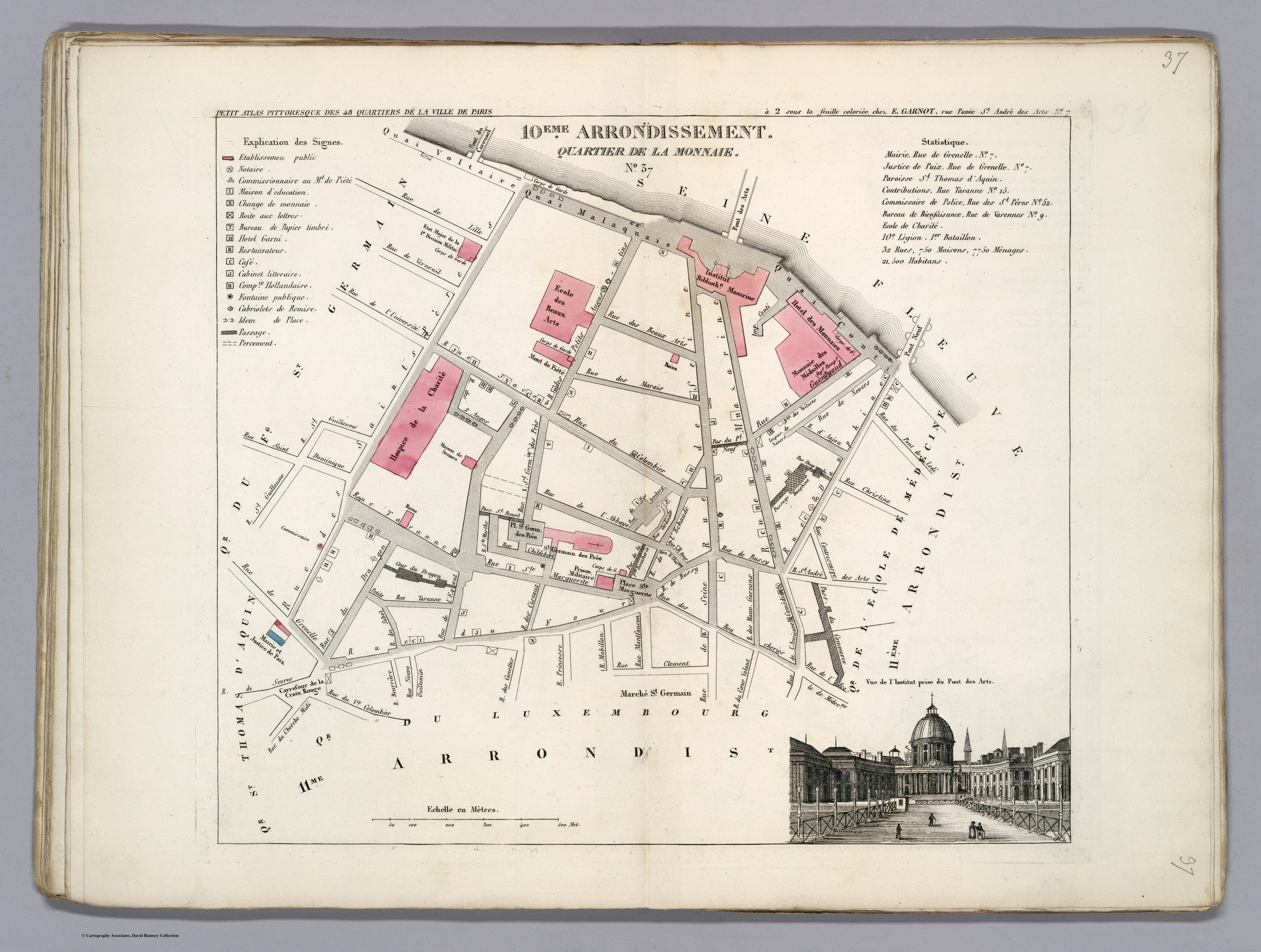
Plan des Quartier de la Monnaie im ehemaligen 10. Arrondissement von 1834

Die Geschichte des Viertels begann, als Karl der Kahle im Jahre 864 die Münzprägeanstalt am Seineufer gründete. Das heutige Quartier ist dann aus der Auflösung des ehemaligen 10. Arrondissement entstanden.

## Sehenswürdigkeiten
- Monnaie de Paris und sein Museum
- Institut de France zusammen mit Académie française, Académie des inscriptions et belles-lettres, Académie des sciences, Académie des Beaux-Arts und Académie des sciences morales et politiques und der Bibliothèque Mazarine
- ENSBA Paris
- Cinéma Saint-André-des-Arts, Rue Saint-André des Arts
- Café Procope
- Restaurant Lapérouse